# Choses secrètes
Secret Things (en francés: Choses secrètes) es una película de 2002 francesa dirigida por Jean-Claude Brisseau, protagonizada por Coralie Revel y Sabrina Seyvecou. La película está a veces asociada con New French Extremity.

## Elenco
- Coralie Revel - Nathalie
- Sabrina Seyvecou - Sandrine
- Roger Mirmont - Delacroix
- Fabrice Deville - Christophe
- Blandine Bury - Chorlotte